# Vusi Mahlasela
Vusi Mahlasela, (teljes nevén: Vusi Sidney Mahlasela Ka Zwane), Pretoria, 1965.-); dél-afrikai dalszerző, költő, énekes.  „The Voice.”
Apját nem ismerte, húszévesen édesanyját is elveszítette.
Középiskolás korában alapított először zenekart, amelyben saját kézzel eszkábált gitáron játszott. Mindenkit lenyűgözött muzikalitása és széles hangterjedelme. Nagy hatással volt rá Miriam Makeba és Víctor Jara. Zenéjét egyfelől az afrikai hagyományok, másrészt a dzsessz, a reggae alapozták meg.
Korán csatlakozott egy apartheid-ellenes ifjúsági művész-szervezethez. A rendőrség kitartóan figyelte, verseit rendre elkobozták.
1988-ban belépett a Dél-afrikai Írók Szövetségébe.
A kilencvenes évek elején jelent meg első lemeze: When You Come Back. Dalai politikai mondanivalójú, bizakodó, mozgósító szövegű szerzemények.
1994-ben – sokakkal együtt – fellépett a Nelson Mandela beiktatására rendezett koncerten, ugyanígy láthattuk a 2010-es foci VB gálaműsorán is énekelni.
Mahlasela nagykövete az AIDS ellen küzdő, 46664 (ez volt a börtönben Mandela azonosítószáma) elnevezésű alapítványnak. 1998-ban létrehozta saját alapítványát az afrikai zene támogatására (Vusi Mahlasela Music Development Foundation).

## Diszkográfia
- When You Come Back (1992)
- Wisdom of Forgiveness (1994)
- Silang Mabele (1997)
- Vusi Mahlasela – Louis Mhlanga: Live at the Bassline (1999)
- Miyela Afrika (2000)
- Amandla! A Revolution in Four-Part Harmony (2003)
- The Voice (2003)
- Guiding Star (2004)
- Say Africa(wd) (2011)